# 1361 en santé et médecine
| Années de la santé et de la médecine : 1358 - 1359 - 1360 - 1361 - 1362 - 1363 - 1364    |
| Décennies de la santé et de la médecine : 1330 - 1340 - 1350 - 1360 - 1370 - 1380 - 1390 |

Cet article présente les faits marquants de l'année 1361 en santé et médecine.

## Événements
- 13 avril : Charles IV, empereur d'Allemagne, fonde à Pavie un studium generale « organisé en deux universités ou corporations séparées que nous appellerions aujourd'hui facultés : celle des juristes et celle des médecins et artistes[1] ».
- Fondation à Paris de l'hôpital du Saint-Esprit, établissement destiné à l'accueil des enfants[2].
- Le roi de France Charles V favorise la commanderie du Petit-Saint-Antoine, créée en 1095 à Paris pour soigner le mal des ardents et confiée aux antonins par Gaston de Valloire, son fondateur, « en bâtissant une église et en élargissant la bande de terrain qu'il occup[e] entre les rues Saint-Antoine et du Roi-de-Sicile ; l'établissement perdra sa fonction hospitalière en 1619 pour devenir un monastère[3],[4] ».

## Publication
- Hua Shou (1304-1381), médecin chinois, rédige le Nanjing Benyi (« Signification première du Classique des difficultés[5] »).

## Naissance
- Simon ben Zemah Duran (mort en 1444), philosophe, astronome, mathématicien et médecin juif d'origine provençale, né à Palma et réfugié à Alger, ayant pratiqué la médecine dans l'une et l'autre de ces villes et devenu rabbin de la deuxième[6],[7].

## Décès
- Entre le 19 mai et le 12 juin : Guillaume de Lafont (né à une date inconnue), maître en médecine, camérier du cardinal blanc ; il lègue aux hôpitaux de Montpellier le produit de la vente de ses livres d'Avicenne et de Galien et, à des étudiants en médecine pauvres, le reste de sa bibliothèque médicale[8].
- Jean de Gaddesden (né vers 1280), médecin anglais, auteur de la Rosa medicinae, important traité de médecine probablement achevé en 1307[9].
- Paul de Vetulis (né à une date inconnue), médecin à la cour d'Avignon à partir de 1331[10].
- Vers 1359-1361 : Jourdain de Cantuaria (né à une date inconnue), médecin du roi d'Angleterre Édouard III[10].
- Avant 1361 (?) : David Bonjorn de Barri (ca) (né vers 1300), astronome juif catalan, auteur d'un « bref résumé » (Kelal Qatan) d'astrologie appliquée à la médecine[11].